# Premio George Polk
El premio George Polk es un premio periodístico anual otorgado por la Universidad de Long Island de Nueva York en los Estados Unidos. La PBS lo describió "como uno de los pocos premios periodísticos que significan algo".
Fue establecido en 1948 en memoria de George Polk, corresponsal de la CBS que fue asesinado en 1948 mientras cubría la guerra civil griega (1946-1950). 
En 2009 el exeditor del New York Times, John Darnton fue nombrado comisario del premio.

## Categorías
El premio está dividido en categorías que pueden variar de año en año:
- Información internacional
- Información radiofónica
- Fotoperiodismo
- Información económica
- Información empresarial
- Información sobre empleo
- Información legal
- Información sobre política interna
- Información en Internet
- Información en una revista
- Información gubernamental
- Información sobre educación
- Información sobre actualidad local
- Reportaje de televisión

## Premiados
Entre los galardonados figuran: 
Eddie Adams, Christiane Amanpour (varias veces), Dickey Chapelle, James Baldwin, Erik Barnouw, Donald Bartlett (varias veces ganador), Larry Bensky, Ed Bradley, Jimmy Breslin, Robert Brustein, Walter Cronkite, Thomas Friedman, Fred Friendly, Anne Garrels, Henry Louis Gates, Amy Goodman, Adam Gopnik, Michael R. Gordon, Philip Gourevitch, Roy Gutman, David Halberstam, Seymour Hersh (varias veces), Peter Jennings, Pauline Kael, Matthew Kauffman, Ted Koppel, Charles Kuralt, Joseph Lelyveld (varias veces), Catherine Leroy, Norman Mailer, Mary Ellen Mark, Jim McKay, Chris Mortensen, Bill Moyers (varias veces), Edward R. Murrow, Lisa Myers, Allan Nairn, John Bertram Oakes (varias veces), Gayle Reaves, Héctor Rondón Lovera, Morley Safer, Harrison Salisbury, Diane Sawyer, Jeremy Scahill (varias veces), Daniel Schorr, George Seldes, William Shawn, Susan Sontag, James Steele (varias veces), Joe Stephens (varias veces), I.F. Stone, Studs Terkel, Nina Totenberg, Glenn Greenwald, Laura Poitras y Alejandra Xanic von Bertrab.